# Žarko Marković
Žarko Marković (in serbo Жapкo Mapкoвић?; 28 gennaio 1987) è un ex calciatore serbo, di ruolo difensore.

## Caratteristiche tecniche
Difensore centrale, può giocare anche come terzino sinistro.

## Palmarès

### Club

#### Competizioni nazionali
- Coppa del Kazakistan: 2

Qaýrat: 2014, 2015
- Supercoppa del Kazakistan: 2

Qaýrat: 2016, 2017